# Тіккуріла
Тіккуріла — район і головний регіон муніципалітету Вантаа, Фінляндія. 
Розташований на сході агломерації Гельсінкі, приблизно за 16 км N від центру столиці, є адміністративним і комерційним центром Вантаа, хоча Мююрмякі є конкурентним комерційним центром у муніципалітеті.
Найпопулярнішою пам'яткою Тіккуріла є науковий центр Еврика. 
Залізнична станція Тіккуріла є найжвавішою у Вантаа та третьою за завантаженістю у Фінляндії. 
Будучи найближчою магістральною станцією до аеропорту Гельсінкі (розташована за 6 км від Тіккуріла), вона обслуговується всіма високошвидкісними поїздами Pendolino на маршрутах Гельсінкі – Тампере та Лахті, а також іншими службами міжміського сполучення.
Деякі інші громади, що оточують Тіккуріла, — Йокініемі, Симонкіля, Гіккагар'ю та Пуістола належать муніципалітету Гельсінкі.

## Історія
Тіккуріла була ринковою площею з  XVI століття, від чого вона отримала свою назву. 
Тіккурі — старовинний фінський термін, що означає суму в десять, яка використовувалася в торгівлі хутром того часу. 
Дорога між Турку та Виборгом, Королівська дорога, пролягала через територію, хоча ця територія залишалася малонаселеною частиною Гельсінської парафії до кінця 1800-х років.
У 1862 році була побудована залізниця між Гельсінкі і Гямеенлінна, і одна з її семи станцій була побудована в Тіккуріла, на її перетині з Королівською дорогою. 
Шведський архітектор Карл Альберт Едельфельт спроектував будівлю вокзалу у стилі епохи Відродження, яка (станом на 1970-ті роки) була адаптована під Міський музей Вантаа. 
Залізниця принесла в цей район промисловість, у тому числі завод для пресування експеллерів, який зараз працює в цьому районі як виробник фарб Tikkurila Oyj. 
Залізниця також сприяла зростанню населення.
У 1946 році Тіккуріла став адміністративним центром Вантаа, після того, як Малмі було передано Гельсінкі. 
Повоєнне зростання населення призвело до того, що Тіккуріла стала найгустонаселенішою територією у Вантаа. 
У 1960 році в Тіккуріла було завершено будівництво неофутуристичного плавального залу.

## Культура

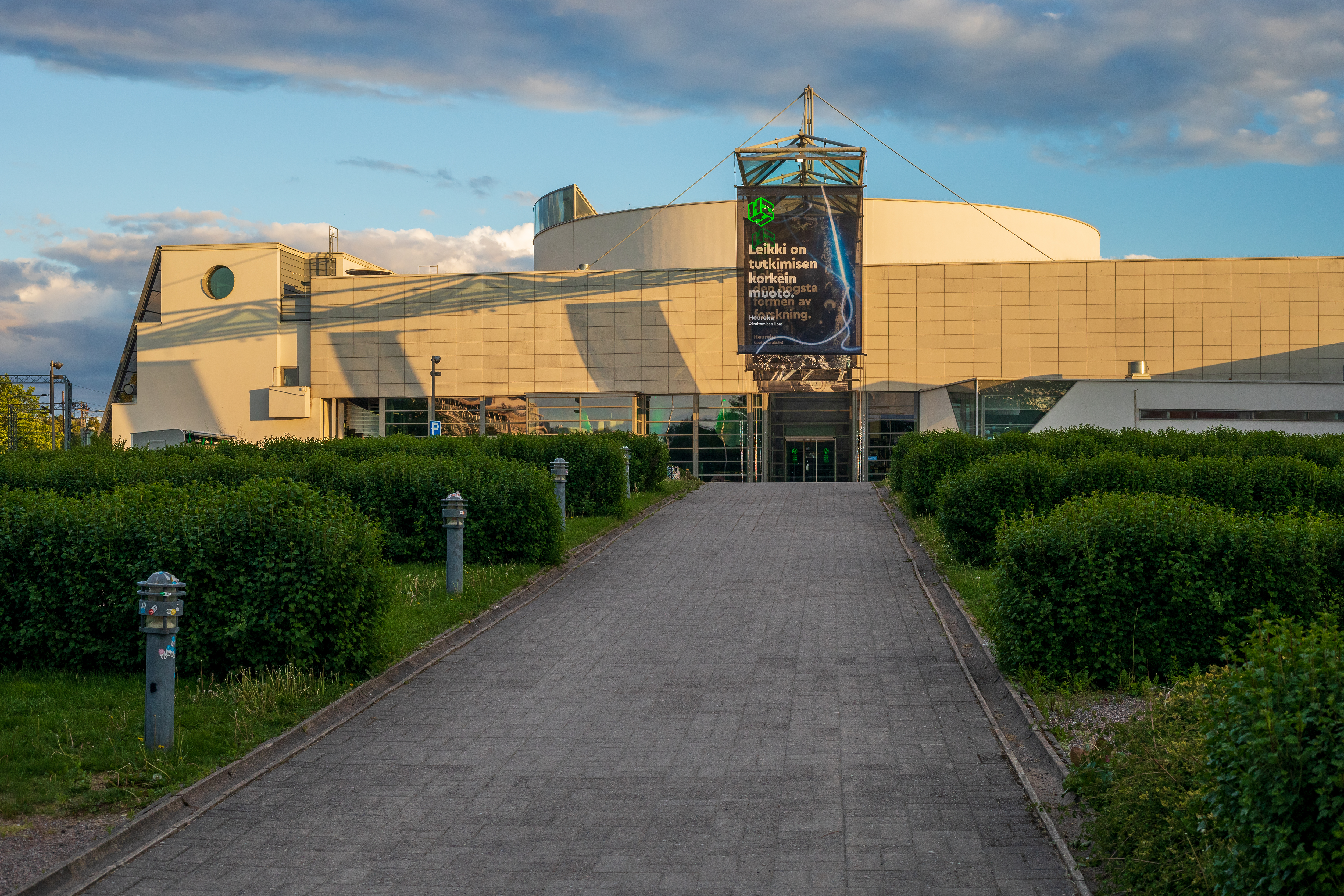
Науковий центр Еврика

Найбільший науковий центр Фінляндії Heureka знаходиться в Тіккуріла. 
Відкрито в 1989 році, це некомерційна організація, яка займається популяризацією наукової інформації та розробкою методів, які використовуються для викладання науки та наукових концепцій. 
Планетарій у формі напівсфери представляє в основному фільми про астрономію ; до 2007 року театр називався «Театр Верна», і в ньому транслювали суперфільми та мультимедійні програми, створені за допомогою спеціальних діапроекторів, які використовували всі 500 м² площі напівсферичного екрана. 

Міський музей Вантаа — музей, розташований у будівлі старого вокзалу залізничної станції Тіккуріла. 
Він управляється містом з вільним входом і проводить різноманітні дослідження та картографічні роботи у співпраці з іншими сторонами, наприклад,  з археологією, історією культури та традиціями міської території. 
Він використовується для проведення виставок, у яких публікуються власні дослідження та дослідження, а також інші роботи, пов’язані з історією міста. 

У Тіккуріла також проводиться щорічний музичний фестиваль Tikkurila Festivaali, який проходить з липня по серпень. 

## Заклади
- Кампус Луммєтіє Університету прикладних наук Метрополія[en]
- Кампус університету прикладних наук Laurea[en]
- Головний офіс Національного бюро розслідувань[en]
- ТЦ Діксі[en] на залізничному вокзалі
- Торговий центр Тіккурі
- Бібліотека Тіккуріла , головна бібліотека Вантаа
- Середня загальноосвітня школа Тіккуріла, найбільша середня школа у Фінляндії
- Мерія Вантаа
- Вознесенський храм Православної Церкви Фінляндії